# Beutow
Beutow ist ein Ortsteil der niedersächsischen Stadt Lüchow (Wendland) im hannoverschen Wendland.

## Geschichte
Der Ortsname Beutow deutet auf die wendische Geschichte der Region zurück. Bereits im 8. Jahrhundert wurde das Gebiet durch die Wenden besiedelt, nachdem die Langobarden das Gebiet verlassen hatten. Das Dorf hat noch heute die typisch wendische Rundlingsform. Beutow wird in seiner heutigen Form erstmals am 6. Juni 1335 urkundlich erwähnt. Graf Heinrich von Schwerin belehnten die Knappen Busseke und Johan Wulf mit einer Hufe in Boytef.

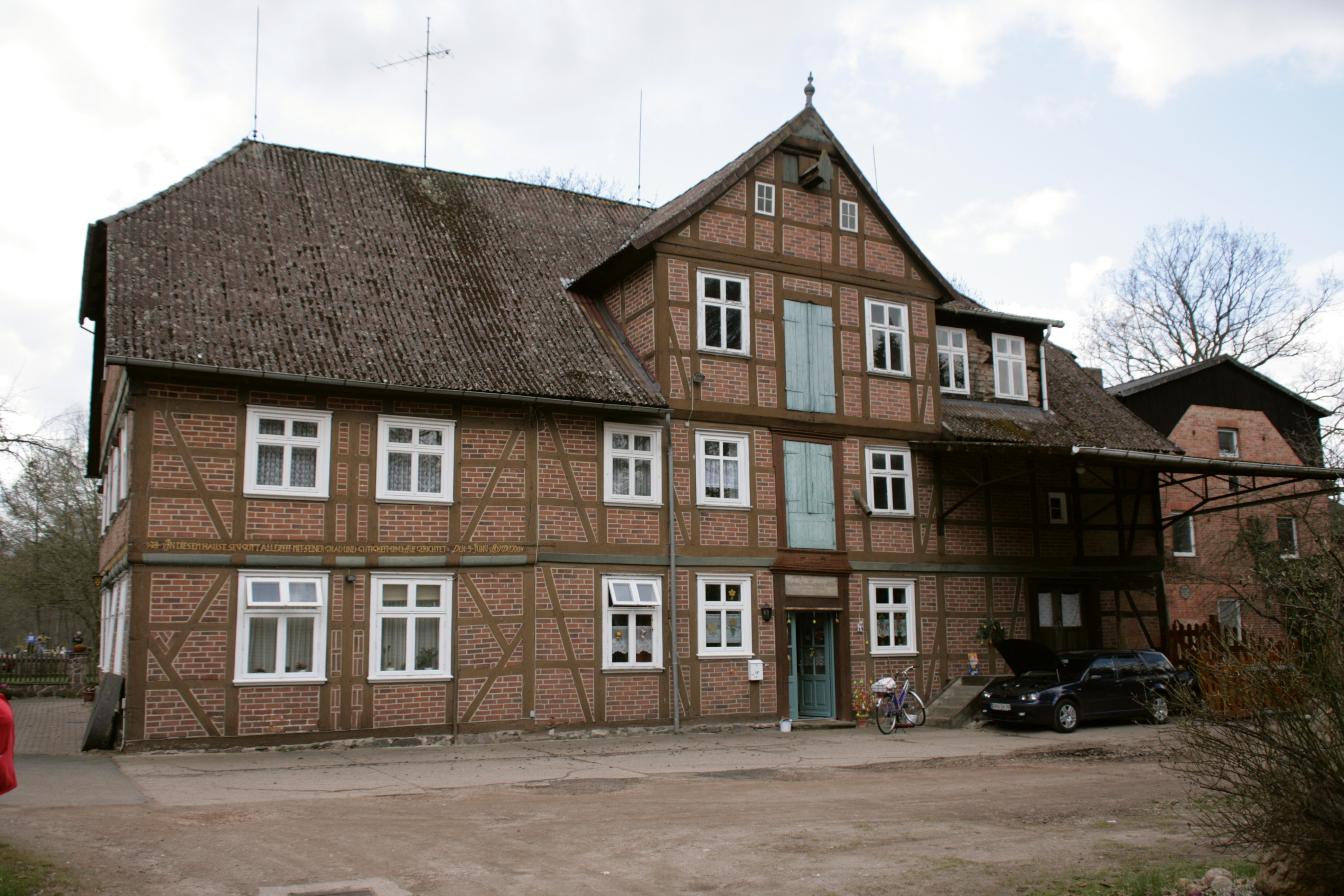
Beutower Wassermühle

Die Beutower Mühle wurde vom 14. Jahrhundert ununterbrochen bis 1977 als Kornmühle betrieben. Heute ist auf dem Gelände eine Bäckerei ansässig, die einen Teil des Landkreises und einen Teil der umliegenden neuen Bundesländer versorgt. 
2012 wurde die Mühle verkauft; sie wird nun als Wohngebäude und Ferienwohnung genutzt.
Von etwa 1930 bis 1975 bestand eine eigene ortsansässige Freiwillige Feuerwehr mit Spritzenhaus.
Im Rahmen der Gebietsreform wurde Beutow am 1. Juli 1972 nach Lüchow eingemeindet.